# Where Eagles Dare
Where Eagles Dare (El desafío de las águilas en España, Donde las águilas se atreven en Hispanoamérica) es una película de guerra anglo-estadounidense del año 1968, dirigida por Brian G. Hutton. Protagonizada por Richard Burton y Clint Eastwood, está basada en la novela de Alistair MacLean, siendo un clásico del cine bélico.

## Argumento
El mayor británico Jonathan Smith (Richard Burton) encabeza una misión de un comando de cinco paracaidistas ingleses, que deben infiltrarse en las líneas enemigas alemanas con el objetivo de rescatar al general estadounidense Carnaby, prisionero de los nazis en un castillo, el Schloß Adler, en Baviera en los Alpes de Alemania, antes de que este último divulgue los planes de la invasión aliada en Normandía. Aunque en realidad dicho general es un impostor, y la verdadera misión del comando es descubrir la identidad de los agentes dobles infiltrados en el servicio secreto aliado.

## Reparto
- Richard Burton como el mayor John Smith / mayor Johann Schmidt
- Clint Eastwood como el teniente Morris Schaffer
- Mary Ure como Mary Ellison
- Patrick Wymark como el coronel Wyatt Turner
- Michael Hordern como el vicealmirante Rolland
- Donald Houston como el capitán Olaf Christiansen
- Peter Barkworth  como el capitán Ted Berkeley
- William Squire como el capitán Lee Thomas
- Robert Beatty como el general George Carnaby / cabo Cartwright Jones
- Ingrid Pitt como Heidi Schmidt
- Anton Diffring como el coronel Paul Kramer